# Горња Река (округ у Гамбији)
Горња Река (енгл. Upper River) је један од шест округа у Гамбији. Административни центар Горње Реке је Басе Санта Су.

## Области
Доња Река је подељена на 4 области:
- Источни Фуладу
- Кантора
- Санду
- Вули

## Становништво
| Година | Бр. становника |
| 1963.  | 58.049         |
| 1973.  | 86.167         |
| 1983.  | 111.388        |
| 1993.  | 155.059        |
| 2003.  | 183.033        |
| 2005.  | 187.972        |
| 2006.  | 190.353        |
| 2007.  | 192.663        |
| 2007.  | 194.716        |